# Ukon
Ukon (jap. 右近 Ukon; znana także jako Ukon no Naishi, zm. X wiek) – japońska poetka, tworząca w okresie Heian. Zaliczana do Trzydziestu Sześciu Mistrzyń Poezji.
Prawdopodobnie córka lub młodsza siostra Fujiwary no Suetsuny (zm. ok. 919), niższego kapitana straży lewego pałacu (ukon’e no shōshō), od którego powstał jej przydomek Ukon. Służyła jako dama dworu cesarzowej Fujiwary no Onshi (małżonki cesarza Daigo). W latach 60. X wieku brała aktywny udział w konkursach poetyckich. Ukon pojawia się jako epizodyczna postać w pamiętnikach i zbiorach opowieści powstałych w epoce Heian – Yamato monogatari, Makura no sōshi i Eiga monogatari.
Dziewięć utworów autorstwa Ukon zamieszczonych zostało w cesarskich antologiach poezji – pięć w Gosen wakashū, trzy w Shūi wakashū i jeden w Shinchokusen wakashū. Jeden z jej wierszy został także wybrany do Ogura Hyakunin-isshu.